# Odontoperas rubricosta
Odontoperas rubricosta är en fjärilsart som beskrevs av Sergius G. Kiriakoff 1959. Odontoperas rubricosta ingår i släktet Odontoperas och familjen tandspinnare. Inga underarter finns listade i Catalogue of Life.